# Światowy Dzień Poczty
Światowy Dzień Poczty (ang. World Post Day) – święto obchodzone corocznie 9 października, ustanowione przez wyspecjalizowaną organizację ONZ – Światowy Związek Pocztowy (ang. Universal Postal Union, UPU) w 1969 roku na kongresie UPU w Tokio w Japonii.
Data nie jest przypadkowa – 9 października 1874 został podpisany na konferencji w Bernie Traktat Berneński, powołujący do życia, jedną z najstarszych organizacji międzynarodowych, Światowy (Powszechny) Związek Pocztowy pod nazwą fr. l’Union générale des postes (ang. General Postal Union).

## Cel
Celem Światowego Dnia Poczty jest uświadomienie społeczeństwu roli sektora usług pocztowych w codziennym życiu ludzi i przedsiębiorstw oraz podkreślenie jego wkładu w rozwój społeczny i gospodarczy krajów. Obchody Dnia mają zachęcić państwa członkowskie ONZ do podjęcia działań w ramach programu w celu zwiększenia świadomości o znaczeniu poczty i jej działalności wśród społeczeństwa oraz mediów na skalę krajową.

## Obchody na świecie
Każdego roku w ponad 150 krajach obchodzony jest Światowy Dzień Poczty w różny sposób. W niektórych krajach Dzień ten obchodzony jest jako święto pracy. Wielu pocztowców wykorzystuje to wydarzenie do wprowadzenia lub promowania nowych produktów i usług. Niektóre poczty nagradzają i wyróżniają swoich pracowników za dobrą obsługę.
W wielu krajach organizowane są wystawy filatelistyczne, dni otwarte w urzędach, konferencje, seminaria i warsztaty. Organizowane są również zajęcia kulturalne, rekreacyjne czy sportowe. Wywieszane są plakaty i wydawane specjalne upominki (np. koszulki, naszywki).

## Obchody w Polsce

### Dzień poczty i znaczka
W Światowy Dzień Poczty obchodzony jest również w Polsce (od 1956 roku) ‘Dzień Znaczka’.

Z okazji pierwszego Dnia Znaczka wydano okolicznościowy bloczek z podobiznami Fryderyka Chopina i Ferenca Liszta.

### Dzień Poczty Polskiej
W 2008 roku w kraju obchody były szczególnie uroczyste. Zbiegły się z 450 rocznicą uruchomienia pierwszego szlaku pocztowego między Polską a Włochami. 18 października 1558 król Zygmunt II August utworzył Pocztę Królewską, jako sformalizowaną instytucję publiczną, „Ustanowił stałe połączenie pocztowe między Krakowem a Wenecją przez Wiedeń, za pomocą poczty, czyli koni rozstawnych”.
18 października jest oficjalnym świętem Poczty Polskiej.

## Święta pokrewne
Tego samego dnia (18 października) w Polsce obchodzone są:
- Święto Wojsk Łączności i Informatyki[3][4],
- Dzień Łącznościowca (za czasów PRL-u Dzień Pracownika Łączności obchodzono w 1.niedzielę po 18 października)[5],
- Dzień Listonosza[6].